# 承销商
承销商是專門購買新发行的证券、債券並將新發行證券、債券发售给其他投资者的金融机构或證券公司。承銷商通過中間的差價來盈利。